# Susana Viau
Susana Viau (25 de septiembre de 1944 - Buenos Aires, 24 de marzo de 2013) fue una periodista, escritora y columnista política argentina de amplia trayectoria en medios gráficos de su país.

## Biografía
Estudió Letras en la Universidad de Buenos Aires (UBA). Fue miembro de la organización "Montoneros", cuya actividad insurreccional se inicia en mayo de 1970, con el asesinato del general Aramburu.
Tras el Golpe de Estado de 1976, en 1977 debió exiliarse. Tras seis meses refugiada con su familia en Brasil, vivió en Madrid hasta 1988, cuando regresó a la Argentina.
Mantuvo amistad con figuras políticas de diversas extracciones ideológicas: con Felipe Solá, diputado del bloque Unión Peronista, el diputado de la UCR y excandidato a la presidencia Ricardo Alfonsín y el periodista y diputado nacional Miguel Bonasso.

## Trayectoria periodística
Comenzó a trabajar en periodismo en 1966 en la revista Panorama. Luego pasó a Siete Días, Análisis y Confirmado. 
Ingresó al diario El Mundo, vinculado al Partido Revolucionario de los Trabajadores, donde se desempeñó en la sección Corrección. 
Más tarde fue a El Cronista Comercial, que dirigió Rafael Perrotta.
Desde España escribió para Página/12, donde se desempeñó 20 años como redactora; allí sumó investigaciones periodísticas ejemplares como la que puso en jaque al secretario privado del presidente Carlos Menem, Miguel Ángel Vicco, por su negociado por el cual el Plan Nacional Materno-Infantil recibía leche en mal estado para los niños sin recursos; investigó a la titular del PAMI, Matilde Menéndez, la mesa de dinero paralela del Banco Hipotecario y al banquero menemista Raúl Moneta, sobre quien publicó un libro.
En 2008, pasó al diario Crítica de la Argentina, donde se dedicó al análisis político además de la investigación y las entrevistas. 
En los últimos años trabajó como columnista política de referencia en la edición dominical del diario Clarín.

### Radio
En radio, desde La Once Diez, fue columnista del programa Estamos como queremos.

## Fallecimiento
Falleció a consecuencia de la recurrencia tardía de un cáncer de pulmón en el Instituto Oncológico Alexander Fleming en Buenos Aires a los 68 años.
Su marido Enrique Pacheco murió el 31 de diciembre del mismo año que ella; con quien habían sido padres de María y Enrique.

## Libros publicados
- 2001, El banquero. Raúl Moneta, un amigo del poder en la ruta del lavado. Planeta, Bs. As. ISBN 950-49-0815-2[7]
- 2013, La reina de corazones. No es más que un naipe en la baraja. Editorial Sudamericana, Bs. As. ISBN 9789500744850[8]